# جو ريد
جو ريد (بالإنجليزية: Joe Reed)‏ هو لاعب كرة قدم أمريكية أمريكي، ولد في 8 يناير 1948 في نيوبورت في الولايات المتحدة.

## وصلات خارجية
- جو ريد على موقع مرجع كرة القدم المحترفة.كوم (الإنجليزية)